# Barry Hines
Melvin Barry Hines, FRSL (30 juin 1939 - 18 mars 2016) était un auteur, dramaturge et scénariste anglais. Ses romans et scénarios explorent les luttes politiques et économiques de la classe ouvrière du nord de l'Angleterre, en particulier dans son West Riding / South Yorkshire natal.
Il est surtout connu pour le roman A Kestrel for a Knave (1968), qu'il a aidé à adapter pour le film Kes (1969) de Ken Loach. Il a collaboré avec Loach sur des adaptations de ses romans Looks and Smiles et The Gamekeeper, et du drame télévisé en deux parties The Price of Coal en 1977.
Il a également écrit le téléfilm Threads, qui raconte l'impact d'une guerre nucléaire sur la ville de Sheffield.

## Jeunesse
Hines est né dans le village minier de Hoyland Common près de Barnsley, West Riding of Yorkshire. Il a fréquenté l'Ecclesfield Grammar School après avoir passé le eleven-plus en 1950. Après avoir quitté l'école avec cinq O-levels, il a accepté un emploi au National Coal Board en tant qu'apprenti géomètre minier à Rockingham Colliery. Un voisin qu'il a rencontré par hasard au charbon a critiqué son incapacité à atteindre son potentiel ; Hines a déclaré plus tard que c'était à ce moment-là qu'il avait décidé de retourner à l'école pour passer quatre A-levels,.
Après ses  A-levels, il a étudié pour pouvoir enseigner au Loughborough College,. Pour sa thèse, Hines a écrit une fiction créative intitulée "Flight of the Hawk", qui a ensuite inspiré son premier roman The Blinder. Il a travaillé comme professeur d'éducation physique pendant plusieurs années, d'abord pendant deux ans dans une école polyvalente de Londres, puis à la Longcar Central School de Barnsley, où il a écrit des romans à la bibliothèque de l'école après les cours,. Il est ensuite devenu écrivain à plein temps.
Hines était un footballeur amateur passionné qui a joué pour les réserves de Barnsley et a été invité à l'essai au Manchester United. Il a ensuite joué pour le Loughborough College, Crawley Town et Stocksbridge Works,. Il a également représenté l'équipe England Schoolboys.

## Carrière
(février 2023).

### Premiers travaux etA Kestrel for a Knave(1965–1970)
La première œuvre publiée de Hines était la pièce Billy's Last Stand, écrite alors qu'il travaillait comme professeur d'éducation physique et en même temps que son premier roman, The Blinder. Constituant un duologue entre un mineur de charbon appauvri et son partenaire commercial manipulateur, elle est diffusée pour la première fois dans le BBC Third Program en 1965, avec Arthur Lowe et Ronald Baddiley.
La diffusion de Billy's Last Stand a permis à Hines de trouver un éditeur pour The Blinder, qui a été publié en 1966. Ce roman suit un footballeur adolescent doué déchiré entre sa carrière sportive et ses aspirations académiques. Il était en partie basé sur les propres expériences de Hines au sein de l'équipe de jeunes du Barnsley FC et son essai à Manchester United.
The Blinder a attiré l'attention du producteur de films et de télévision Tony Garnett . Il a contacté Hines pour lui proposer d'écrire une pièce pour le programme Wednesday Play de la BBC, mais Hines lui a répondu qu'il avait "ce livre dans ma tête et que je dois l'écrire". Il a reçu une bourse de la BBC pour prendre un congé sabbatique de son travail d'enseignant et écrire le roman lors d'une retraite sur l'île d'Elbe. Garnett et Ken Loach, qui avaient travaillé ensemble sur Up the Junction et Cathy Come Home, ont lu le manuscrit du roman non publié et ont acheté les droits de leur nouvelle société de production Kestrel Films en juillet 1967.
A Kestrel for a Knave a été publié en 1968. Il raconte l'histoire de Billy Casper, un écolier troublé et négligé vivant dans un village minier qui trouve du réconfort en s'occupant d'une crécerelle qu'il nomme «Kes». Hines a été inspiré par les expériences de son frère Richard, qui a apprivoisé un faucon du même nom dans sa jeunesse. Il a co-écrit le scénario de la version cinématographique Kes (1969) avec Loach et Garnett. Disney a ensuite proposé d'acheter les droits à la condition que la fin pessimiste, dans laquelle Jud, le frère de Billy, tue la crécerelle, soit modifiée ; Hines a cependant refusé. Le film a été tourné autour de Barnsley et Hoyland Common, la ville natale de Hines. Sorti en novembre 1969, il est devenu un succès critique et commercial et est devenu par la suite considéré comme l'un des plus grands films britanniques jamais réalisés,.

## Vie privée
Hines s'est marié deux fois et a eu deux enfants de son premier mariage qui lui ont survécu.
Après avoir passé une grande partie de sa vie à Sheffield, il est retourné dans une maison de retraite de son village natal de Hoyland Common après avoir reçu un diagnostic de maladie d'Alzheimer. Il est décédé le 18 mars 2016 à l'âge de 76 ans.

## Œuvres

### Romans
- The Blinder (1966) [15]
- A Kestrel for a Knave (1968) (filmé plus tard sous le nom de Kes, Hines co-écrivant le scénario) [15]
- First signs (1972) [15]
- The Gamekeeper (1975) (transformé plus tard en un film éponyme, Hines co-écrivant le scénario) [15]
- Looks and Smiles (1981) (transformé plus tard en un film éponyme, Hines écrivant le scénario) [15]
- Unfinished Business (1983) [15]
- The Heart of It (1994) [15]
- Elvis over England (2000) [15]
- Springwood Stars (2024) (achevé en 2002)

### Recueils de nouvelles
- The Artistic Life (2009) [16]

### Radio, cinéma et télévision
- Billy's Last Stand (1970) [17]
- Speech Day (1972) [17]
- Two men from Derby (1976) [17]
- The Price of Coal (1977) [17]
- Threads (1984) [17]
- Shooting Stars (1990) [17]
- Born Kicking (1992) [17]